# Krasuljica
Krasuljica (krbuljica; lat. Anthriscus), biljni rod iz porodice štitarki rasprostranjen po Euroaziji i dijelovima Afrike.
Postoji 12 priznatih vrsta jednogodišnjeg bilja i trajnica. U Hrvatskoj raste nekoliko vrsta obična krasuljica, prava krasuljica, bradavičasta krasuljica, sjajna krasuljica, šumska krasuljica i njezina podvrsta lužnjačka krasuljica,, A. sylvestris subsp. mollis (sin. Anthriscus nemorosus)

## Vrste
1. Anthriscus caucalis M. Bieb., obična krasuljica
2. Anthriscus cerefolium (L.) Hoffm., prava krasuljica
3. Anthriscus fumarioides (Waldst. & Kit.) Spreng., bradavičasta krasuljica
4. Anthriscus glacialis Lipsky
5. Anthriscus kotschyi Fenzl ex Boiss. & Balansa
6. Anthriscus lamprocarpa Boiss.
7. Anthriscus nitida (Wahlenb.) Hazsl., sjajna krasuljica
8. Anthriscus ruprechtii Boiss.
9. Anthriscus schmalhausenii (Albov) Koso-Pol.
10. Anthriscus sylvestris (L.) Hoffm., šumska krasuljica
11. Anthriscus taiwanensis S. S. Ying
12. Anthriscus tenerrima Boiss. & Spruner